# Un giorno di festa (Moreno)
Un giorno di festa è un singolo del rapper italiano Moreno, pubblicato il 1º luglio 2016 come primo estratto dal terzo album in studio Slogan.

## Descrizione
Il brano è stato interamente prodotto da Big Fish e si caratterizza per sonorità accessibili e che richiamano l'atmosfera estiva.

## Video musicale
Il video, pubblicato in concomitanza con il lancio del singolo, è stato diretto da Mauro Russo e girato a Brindisi.

## Tracce
1. Un giorno di festa – 3:37